# Battaglia di Camperdown
La battaglia di Camperdown (11 ottobre 1797) fu una battaglia navale, combattuta al largo della costa nord dell'Olanda che culminò nella vittoria della Royal Navy sulle forze navali della Repubblica Batava nel corso delle guerre rivoluzionarie francesi. La flotta britannica al comando dell'ammiraglio Adam Duncan sconfisse la flotta olandese, al comando dell'ammiraglio Jan Willem de Winter, al largo della costa del villaggio di Camperduin, a nord-ovest di Alkmaar.

## Antefatto
Nel corso del 1797, Duncan bloccò la flotta olandese a Den Helder e Texel. Gli olandesi volevano coprire l'invasione di truppe francesi in Irlanda a supporto dei nazionalisti irlandesi, e avevano progettato uno sbarco sulle coste della Scozia di un esercito di 50 000 uomini, per appoggiare i nazionalisti scozzesi. La lunga attesa nei porti falcidiò le provviste di bordo e minò il morale degli uomini. Gli olandesi non ebbero notizia che per alcune settimane soltanto quattro delle navi della Royal Navy parteciparono al blocco dei porti in quanto il grosso della flotta partecipò a un ammutinamento di massa che culminò poi con l'impiccagione dei colpevoli.
Alla fine di settembre gli olandesi abbandonarono i loro piani di invasione. L'ammiragliato inglese venne a conoscenza di ciò e decise di richiamare la flotta a Yarmouth per un rifornimento. Gli olandesi ebbero così l'opportunità di uscire dai porti ed entrare nel mare del Nord con l'intento di attaccare isolati vascelli inglesi. I britannici, allertati dal cutter Black Joke e dal lugger Speculator, ritornarono al largo di Texel e attesero il ritorno della flotta olandese.

## Battaglia
Le due flotte si incontrarono a 28 km dalla costa olandese. I britannici erano forti di 24 vascelli e procedevano in direzione sud-est e si trovarono a fronteggiare una flotta olandese di 25 navi che procedevano incolonnate in direzione nord-est. I britannici attaccarono su due colonne, presagendo quello che si sarebbe verificato otto anni dopo alla Battaglia di Trafalgar. Duncan comandava il gruppo più orientale al comando della Venerable e il vice ammiraglio Sir Richard Onslow comandava il gruppo a occidente sulla Monarch. In questo modo impedirono alle navi olandesi di riparare verso costa e rifugiarsi nei porti.
La Venerable ruppe le linee olandesi e affrontò la nave ammiraglia Vrijheid, mentre le altre navi britanniche affrontarono la flotta olandese su entrambi i lati prendendole così fra due fuochi. Undici navi olandesi vennero catturate, compresa la nave ammiraglia, ma molte navi inglesi non erano in condizioni di navigare. Le perdite britanniche furono di 220 morti e 812 feriti mentre fra le file olandesi si ebbero 540 morti e 620 feriti.
Nel corso della battaglia gli inglesi ebbero il vantaggio di possedere navi e cannoni più pesanti, oltre ad avere degli equipaggi più allenati. Molti dei vascelli inglesi erano dotati di carronade, una sorta di cannoni dalla canna molto corta dotati di un pesante proiettile che aveva potenza devastante nel combattimento a breve distanza. Le navi olandesi catturate erano state ridotte in pessime condizioni e la riparazione risultò difficile agli equipaggi inglesi da preda.
L'ammiraglio de Winter venne fatto prigioniero con la sua nave, disalberata e con metà equipaggio morto o ferito. Nell'arrendersi egli fece per consegnare la sua spada a Duncan ma questi rifiutò e gli strinse la mano. Sia Duncan sia de Winter erano degli uomini molto alti e robusti (Duncan era alto un metro e novanta centimetri). De Winter disse successivamente: "Sembra incredibile che due esseri giganteschi come l'ammiraglio Duncan e io possano essere scampati a una carneficina come quella."

## Esito
A seguito della battaglia, la prima spedizione francese in Irlanda non giunse che nell'agosto 1798, quando i nazionalisti irlandesi erano già stati decimati.

## Flotta britannica
Navi coinvolte (e loro cannoni), in ordine di battaglia:

### Primo gruppo
- Lancaster (64)
- Isis (50)
- Belliqueux (64)
- Berdford (74)
- Ardent (64)
- Venerable (74) (ammiraglia)
- Triumph (74)
- Circe (28)

### Secondo gruppo
- Beaulieu (40)
- Agincourt (64)
- Adamant (50)
- Veteran (64)
- Monarch (74) (vice ammiraglia)
- Powerful (74)
- Director (64)
- Monmouth (64)
- Russell (74)
- Montagu (74)

### Altre
- Martin (sloop)
- Rose (cutter)
- King George (cutter)
- Active (cutter)
- Diligent (cutter)
- Speculator (lugger)

## Flotta olandese
Navi coinvolte (e loro cannoni), in ordine di battaglia:

### Linea di battaglia
- Gelijkheid 64/68 - catturata dalla Belliqueux e Lancaster 3.10 pm
- Beschermer 50/56
- Hercules 64 (Musquetier?) - catturata in fiamme
- Admiraal Tjerk Hiddes De Vries 64/68 - catturata da Isis 3.00 pm
- Vrijheid 74 (ammiraglia) - catturata 3.15 pm
- Staaten Generaal 74
- Wassenaar 64 - catturata dalla Triumph alle 2.00 pm
- Batavier 50/56
- Brutus 74
- Leyden 64/68
- Mars 44
- Cerberus 64/68
- Jupiter 74/72 - catturata da Russell? 1.45 pm
- Monnikendam 40/44 - catturata 2.00 pm, wrecked
- Haarlem 64/68 - catturata da Adamant 1.15 pm
- Alkmaar 50/56/52? - catturata 2.30 pm
- Delft 50/54/60 - catturata 2.15 pm, affondata 2.30 am del 15 ottobre

### Navi minori non partecipanti alla battaglia
- Embuscade 32 - catturata, liberatasi e quindi ricatturata
- Heldin 32
- Minerva 24 (corvetta)
- Waakzaamheid 24 (corvetta)
- Ajax 18 (corvetta)
- Atalanta 18 (corvetta)
- Daphne 18 (corvetta)
- Galathée 18 (corvetta)
- Haasje 6 (vedetta)
- ? (vedetta)

I cannoni indicati per secondi ricavati da Mariner's Mirror vol. 23 (1937).